# Villacarralón
Villacarralón ist ein nordspanisches Dorf und Hauptort einer Gemeinde (municipio) mit 66 Einwohnern (Stand: 2024) in der Provinz Valladolid in der Autonomen Gemeinschaft Kastilien-León. 

## Lage und Klima
Villacarralón liegt in der Region Tierra de Campos auf der kastilischen Hochebene in einer Höhe von ca. 795 m. Die Provinzhauptstadt Valladolid befindet sich mit ihrem Stadtzentrum etwa 70 Kilometer (Fahrtstrecke) südsüdöstlich. 
Das Klima im Winter ist durchaus kalt, im Sommer dagegen warm bis heiß; die eher spärlichen Regenfälle (ca. 555 mm/Jahr) fallen überwiegend im Winterhalbjahr.

## Bevölkerungsentwicklung
| Jahr      | 1970 | 1981 | 1991 | 2001 | 2011 | 2021 |
| Einwohner | 244  | 181  | 143  | 110  | 83   | 72   |

## Sehenswürdigkeiten
- Peterskirche (Iglesia de San Pedro Apóstol)
- Marienkapelle

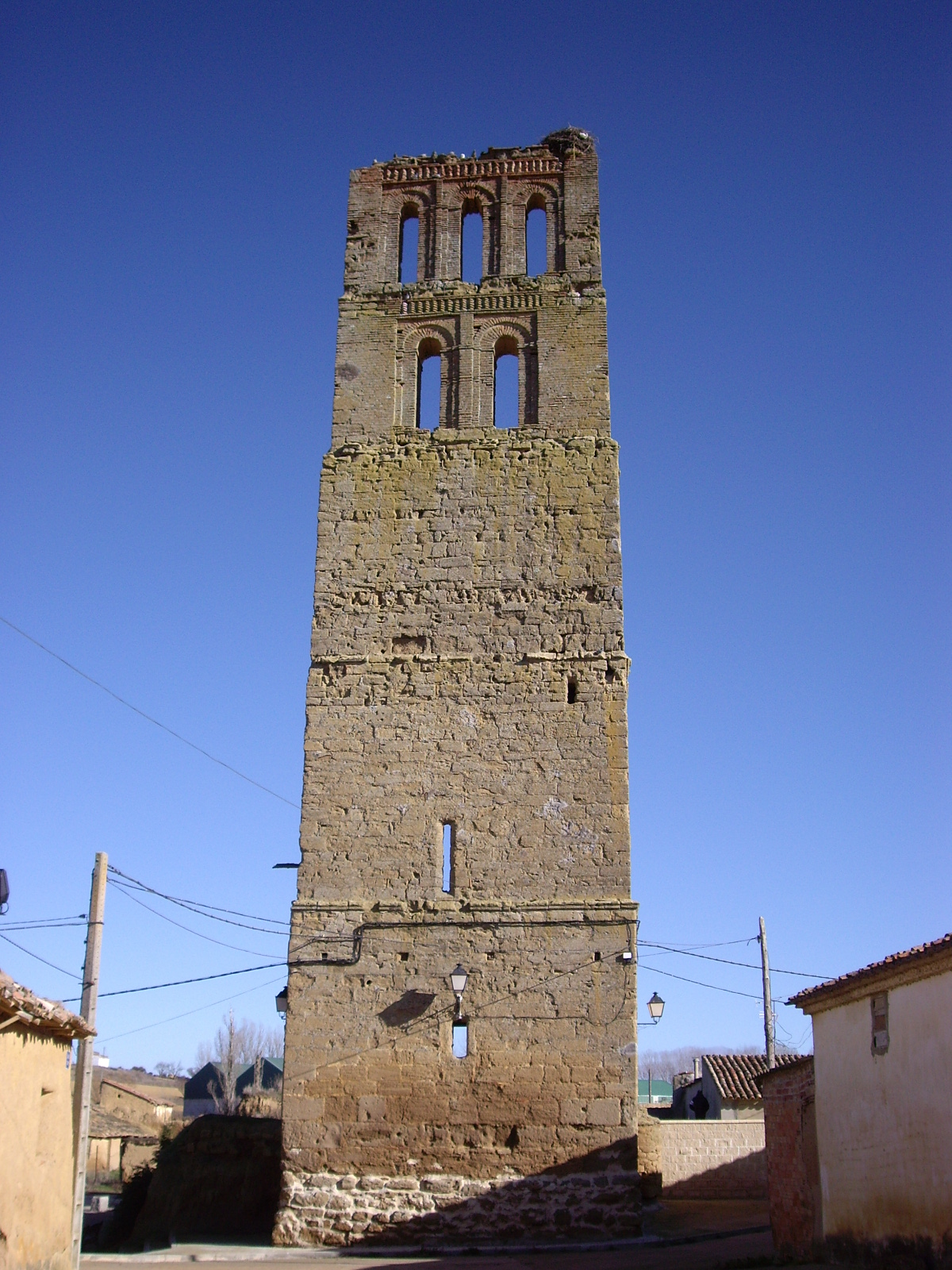
Peterskirche
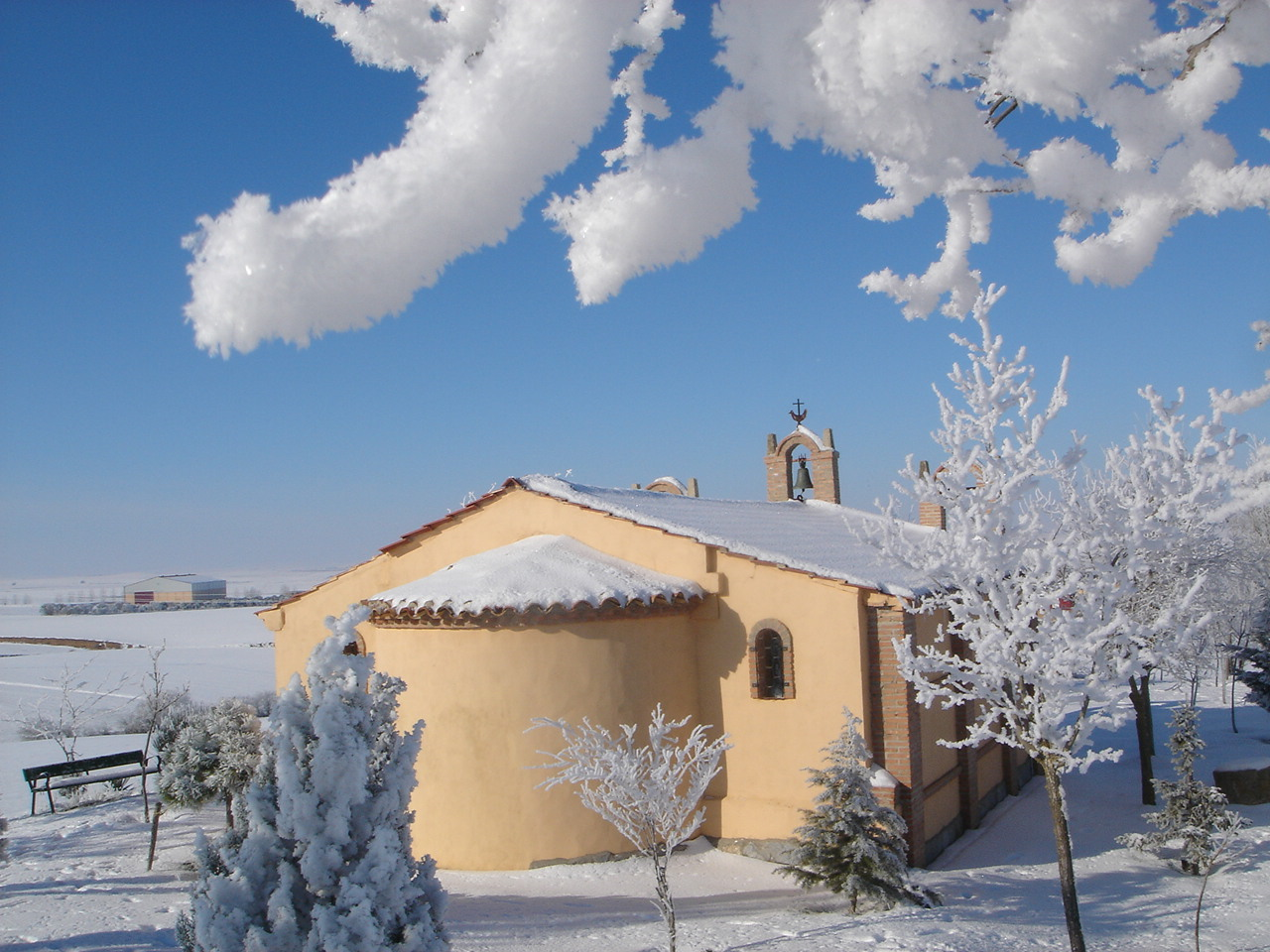
Marienkapelle
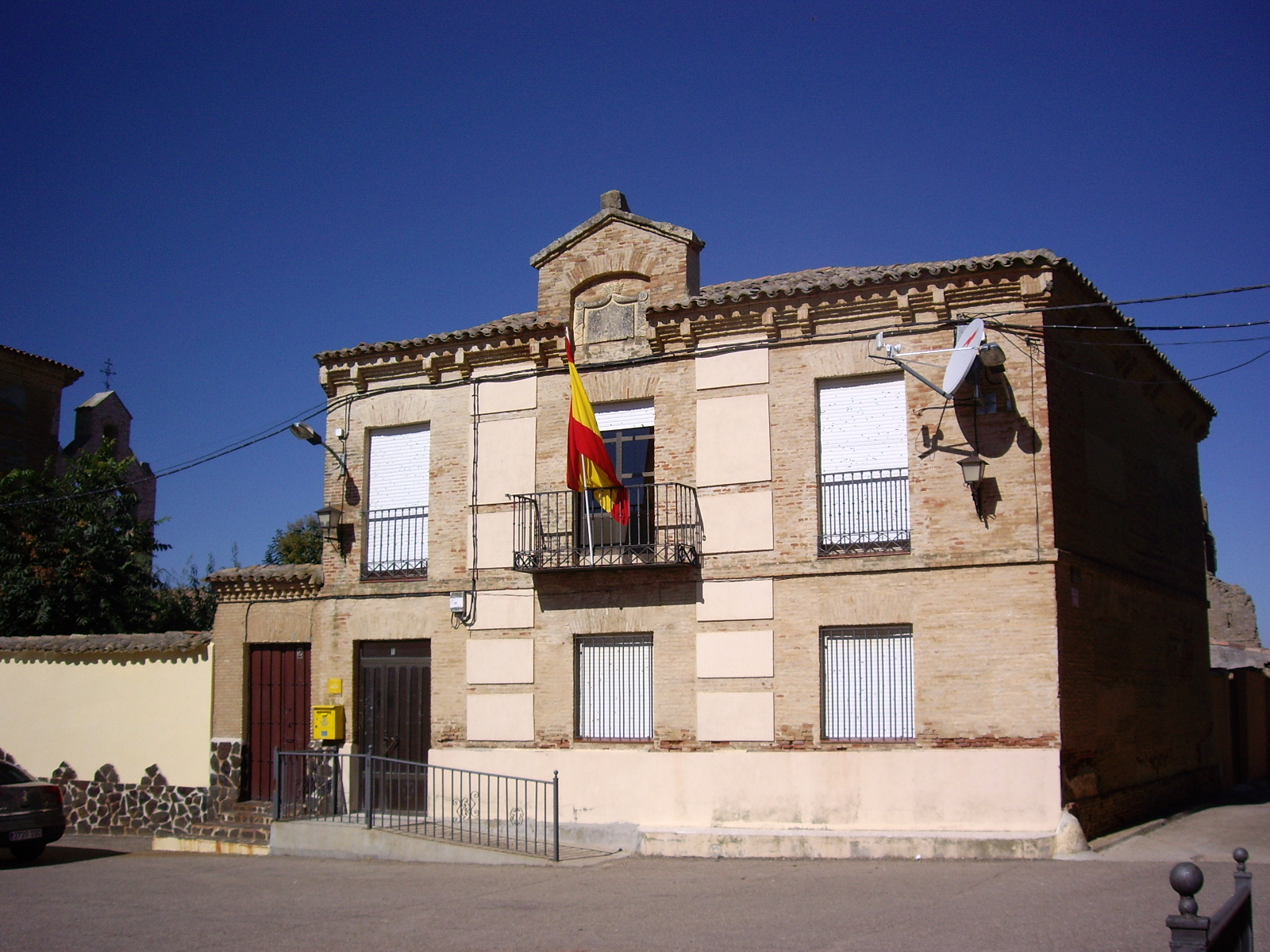
Rathaus